# Santiago Peregrino (escultura)
La escultura urbana conocida por el nombre Santiago Peregrino, ubicada en la rotonda de la avenida de La Florida, en la ciudad de Oviedo, Principado de Asturias, España, es una de las más de un centenar que adornan las calles de la mencionada ciudad española.
El paisaje urbano de esta ciudad se ve adornado por obras escultóricas, generalmente monumentos conmemorativos dedicados a personajes de especial relevancia en un primer momento, y más puramente artísticas desde finales del siglo XX.
La escultura, hecha en bronce, es obra de Pilar Fernández Carballedo, y está datada en 2009. La obra escultórica puede considerarse parte de los actos celebrados por parte de la Agrupación de Asociaciones de Amigos del Camino de Santiago del Norte durante el mes de octubre del año 2009 en la capital ovetense. Se situó presidiendo la rotonda de la avenida principal de La Florida, de donde parte de la capital asturiana el llamado «Camino primitivo».
La obra es de pequeñas dimensiones, ya que es una reducción en bronce de una pieza original tallada en piedra. Está  descansando sobre una ancha base con la siguiente inscripción en la parte superior:
«COMO TESTIMONIO / DE LA PRIMERA PEREGRINACIÓN / A SANTIAGO DE COMPOSTELA / DEL MONARCA ASTUR / ALFONSO II EL CASTO»,
y bajo la concha:
«BUEN CAMINO / PEREGRINO»,
a lo que sigue, finalmente:
«AYUNTAMIENTO DE OVIEDO / ASOCIACIÓN CULTURAL ASTUR-LEONESA DE / AMIGOS DEL CAMINO DE SANTIAGO / SEPTIEMBRE 2009».